# Medinilla miniata
Medinilla miniata är en tvåhjärtbladig växtart som beskrevs av Elmer Drew Merrill. Medinilla miniata ingår i släktet Medinilla och familjen Melastomataceae. Inga underarter finns listade i Catalogue of Life.